# Petrosaurus thalassinus
Petrosaurus thalassinus е вид влечуго от семейство Phrynosomatidae.

## Разпространение
Видът е разпространен в Мексико.